# Wołowice (gromada)
Wołowice (od 30 VI 1960 Dąbrowa Szlachecka) – dawna gromada, czyli najmniejsza jednostka podziału terytorialnego Polskiej Rzeczypospolitej Ludowej w latach 1954–1972.
Gromady, z gromadzkimi radami narodowymi (GRN) jako organami władzy najniższego stopnia na wsi, funkcjonowały od reformy reorganizującej administrację wiejską przeprowadzonej jesienią 1954 do momentu ich zniesienia z dniem 1 stycznia 1973, tym samym wypierając organizację gminną w latach 1954–1972.
Gromadę Wołowice z siedzibą GRN w Wołowicach utworzono – jako jedną z 8759 gromad na obszarze Polski – w powiecie krakowskim w woj. krakowskim, na mocy uchwały nr 22/IV/54 WRN w Krakowie z dnia 6 października 1954. W skład jednostki weszły obszary dotychczasowych gromad Dąbrowa, Zagacie i Wołowice (bez przysiółka Zalesie) ze zniesionej gminy Czernichów w tymże powiecie. Dla gromady ustalono 22 członków gromadzkiej rady narodowej.
Gromadę Wołowice zniesiono 30 czerwca 1960 w związku z przeniesieniem siedziby GRN z Wołowic do Dąbrowy Szlacheckiej i przemianowaniem jednostki na gromada Dąbrowa Szlachecka.